# Bagneux (Aisne)
Pour les articles homonymes, voir Bagneux.
Bagneux est une commune française située dans le département de l'Aisne en région Hauts-de-France.

## Géographie

### Localisation
Bagneux est située dans une cuvette dont les coteaux sont fortement boisés. Le fond de la vallée est cultivé.
La route entre Juvigny et Bagneux est par conséquent très sinueuse et pentue.

### Hydrographie
La commune est située dans le bassin Seine-Normandie. Elle est drainée par le ru d'Hozien et le cours d'eau 01 du Fond de Valpriez,,.
Le ru d'Hozien, d'une longueur de 18 km, prend sa source dans la commune de Juvigny et se jette  dans l'Aisne à Vic-sur-Aisne, après avoir traversé onze communes.

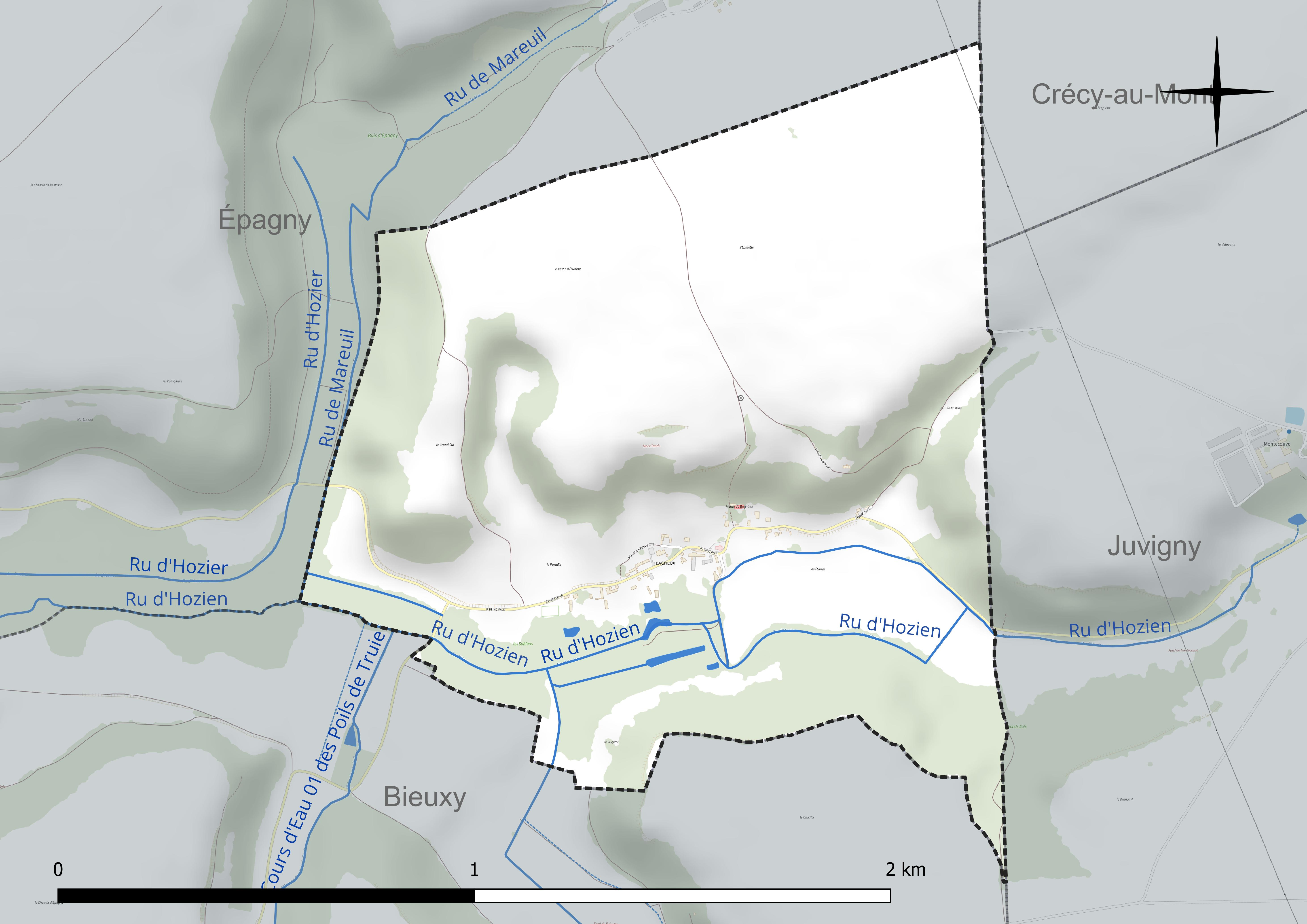
Réseau hydrographique de Bagneux.

### Climat
Pour des articles plus généraux, voir Climat des Hauts-de-France et Climat de l'Aisne.
En 2010, le climat de la commune est de type climat océanique dégradé des plaines du Centre et du Nord, selon une étude du CNRS s'appuyant sur une série de données couvrant la période 1971-2000. En 2020, Météo-France publie une typologie des climats de la France métropolitaine dans laquelle la commune est exposée à un climat océanique altéré et est dans la région climatique Nord-est du bassin Parisien, caractérisée par un ensoleillement médiocre, une pluviométrie moyenne régulièrement répartie au cours de l'année et un hiver froid (3 °C).
Pour la période 1971-2000, la température annuelle moyenne est de 10,5 °C, avec  une amplitude thermique annuelle de 14,9 °C. Le cumul annuel moyen de précipitations est de 720 mm, avec 11,4 jours de précipitations en janvier et 8,6 jours en juillet. Pour la période 1991-2020 la température moyenne annuelle observée sur la station météorologique la plus proche, située sur la commune de Chauny à 18 km à vol d'oiseau, est de 11,1 °C et le cumul annuel moyen de précipitations est de 709,9 mm,. Pour l'avenir, les paramètres climatiques de la commune estimés pour 2050 selon différents scénarios d'émission de gaz à effet de serre sont consultables sur un site dédié publié par Météo-France en novembre 2022.

## Urbanisme

### Typologie
Au 1er janvier 2024, Bagneux est catégorisée commune rurale à habitat dispersé, selon la nouvelle grille communale de densité à 7 niveaux définie par l'Insee en 2022.
Elle est située hors unité urbaine. Par ailleurs la commune fait partie de l'aire d'attraction de Soissons, dont elle est une commune de la couronne,. Cette aire, qui regroupe 92 communes, est catégorisée dans les aires de 50 000 à moins de 200 000 habitants,.

### Occupation des sols
L'occupation des sols de la commune, telle qu'elle ressort de la base de données européenne d'occupation biophysique des sols Corine Land Cover (CLC), est marquée par l'importance des territoires agricoles (60,6 % en 2018), une proportion identique à celle de 1990 (60,6 %). La répartition détaillée en 2018 est la suivante : 
terres arables (48,7 %), forêts (39,4 %), prairies (11,9 %).
L'évolution de l'occupation des sols de la commune et de ses infrastructures peut être observée sur les différentes représentations cartographiques du territoire : la carte de Cassini (XVIIIe siècle), la carte d'état-major (1820-1866) et les cartes ou photos aériennes de l'IGN pour la période actuelle (1950 à aujourd'hui).

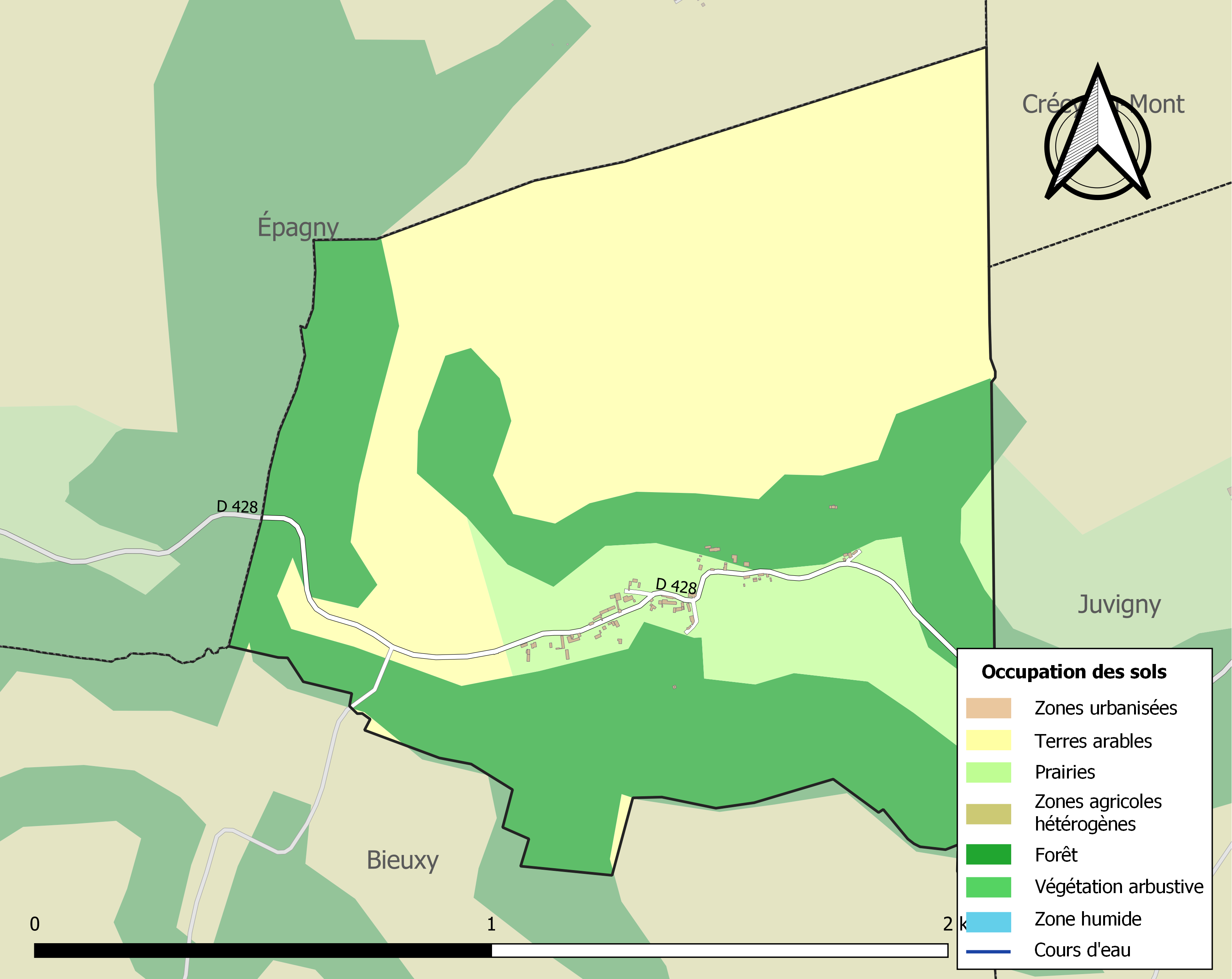
Carte des infrastructures et de l'occupation des sols de la commune en 2018 (CLC).

## Toponymie
Le nom de la localité est attesté sous les formes Altare de Balneolis (1117) ; Bagnols (1193) ; Baignous (1212) ; Baigneux (1410) ; Baingneux (1428) ; Baignieux (1505) ; Baigneu (1510) ; Baigneul (1516) ; Baigneulx (1573) ; Baneulx (1623) ; Bagneu (1628) ; Bagneulx (1551) ; Bannyeulx (1569) ; Baignieulx (1632) ; Bagnieux (1640) ; Bangnieu (1650).
Du latin balneolis , ablatif locatif pluriel de latin du IVe siècle balneolae, toujours au pluriel , « petit bain , petit établissement de bains » ; il s'agit de bains publics ou privés qu'établissaient les Romains ou les Gaulois romanisés.

## Histoire
Lors du second tour de l'élection présidentielle française de 2002, Bagneux fut la quinzième commune de France à avoir voté le plus pour Jean-Marie Le Pen. Son score dans la commune fut de 53,85 %.

## Politique et administration

### Découpage territorial
La commune de Bagneux est membre de l'intercommunalité GrandSoissons Agglomération, un établissement public de coopération intercommunale (EPCI) à fiscalité propre créé le 29 décembre 1999 dont le siège est à Cuffies. Ce dernier est par ailleurs membre d'autres groupements intercommunaux.
Sur le plan administratif, elle est rattachée à l'arrondissement de Soissons, au département de l'Aisne et à la région Hauts-de-France. Sur le plan électoral, elle dépend du  canton de Soissons-1 pour l'élection des conseillers départementaux, depuis le redécoupage cantonal de 2014 entré en vigueur en 2015, et de la quatrième circonscription de l'Aisne  pour les élections législatives, depuis le dernier découpage électoral de 2010.

### Administration municipale
Le nombre d'habitants de la commune étant inférieur à 100, le nombre de membres du conseil municipal est de sept.

#### Liste des maires
| Période                                  | Période                       | Identité          | Étiquette | Qualité                                       |
| ---------------------------------------- | ----------------------------- | ----------------- | --------- | --------------------------------------------- |
| Les données manquantes sont à compléter. |                               |                   |           |                                               |
| avant 1981                               | ?                             | Patrick Carlier   |           |                                               |
| mars 2001                                | En cours (au 11 juillet 2020) | Jean-Marie Dubois | DVG       | Fonctionnaire Réélu pour le mandat 2020-2026, |

## Démographie
L'évolution du nombre d'habitants est connue à travers les recensements de la population effectués dans la commune depuis 1793. Pour les communes de moins de 10 000 habitants, une enquête de recensement portant sur toute la population est réalisée tous les cinq ans, les populations de référence des années intermédiaires étant quant à elles estimées par interpolation ou extrapolation. Pour la commune, le premier recensement exhaustif entrant dans le cadre du nouveau dispositif a été réalisé en 2004.

En 2022, la commune comptait 62 habitants, en évolution de −12,68 % par rapport à 2016 (Aisne : −1,97 %, France hors Mayotte : +2,11 %).
| 1793 | 1800 | 1806 | 1821 | 1831 | 1836 | 1841 | 1846 | 1851 |
| ---- | ---- | ---- | ---- | ---- | ---- | ---- | ---- | ---- |
| 80   | 94   | 91   | 93   | 120  | 77   | 112  | 108  | 114  |

| 1856 | 1861 | 1866 | 1872 | 1876 | 1881 | 1886 | 1891 | 1896 |
| ---- | ---- | ---- | ---- | ---- | ---- | ---- | ---- | ---- |
| 118  | 121  | 118  | 129  | 138  | 122  | 123  | 123  | 104  |

| 1901 | 1906 | 1911 | 1921 | 1926 | 1931 | 1936 | 1946 | 1954 |
| ---- | ---- | ---- | ---- | ---- | ---- | ---- | ---- | ---- |
| 94   | 124  | 113  | 67   | 81   | 79   | 77   | 75   | 67   |

| 1962 | 1968 | 1975 | 1982 | 1990 | 1999 | 2004 | 2006 | 2009 |
| ---- | ---- | ---- | ---- | ---- | ---- | ---- | ---- | ---- |
| 61   | 52   | 58   | 68   | 61   | 62   | 72   | 71   | 72   |

| 2014 | 2019 | 2022 | - | - | - | - | - | - |
| ---- | ---- | ---- | - | - | - | - | - | - |
| 71   | 65   | 62   | - | - | - | - | - | - |

## Culture locale et patrimoine

### Lieux et monuments
- Église Saint-Martin de Bagneux.
- Monument aux morts.

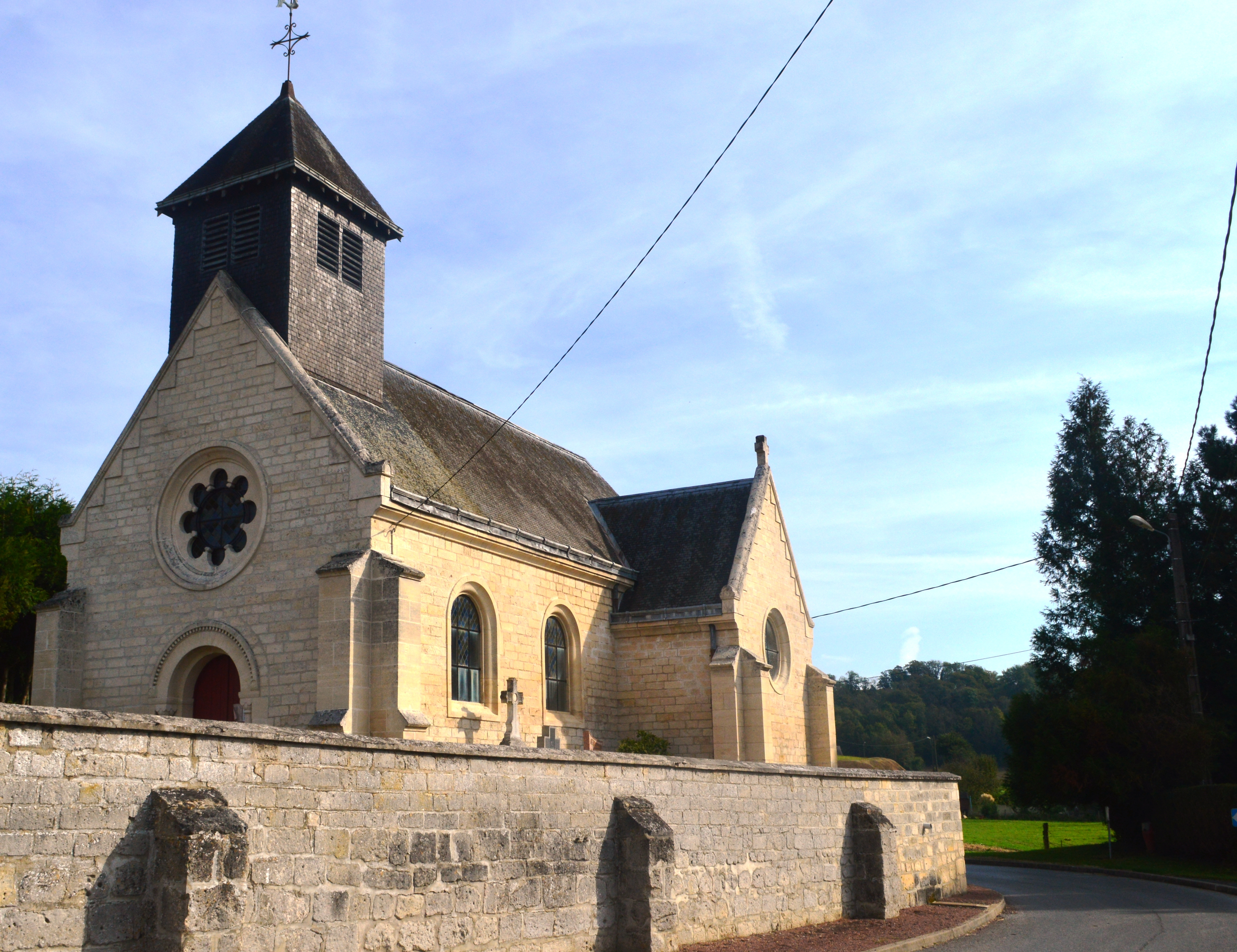
Église Saint-Martin.
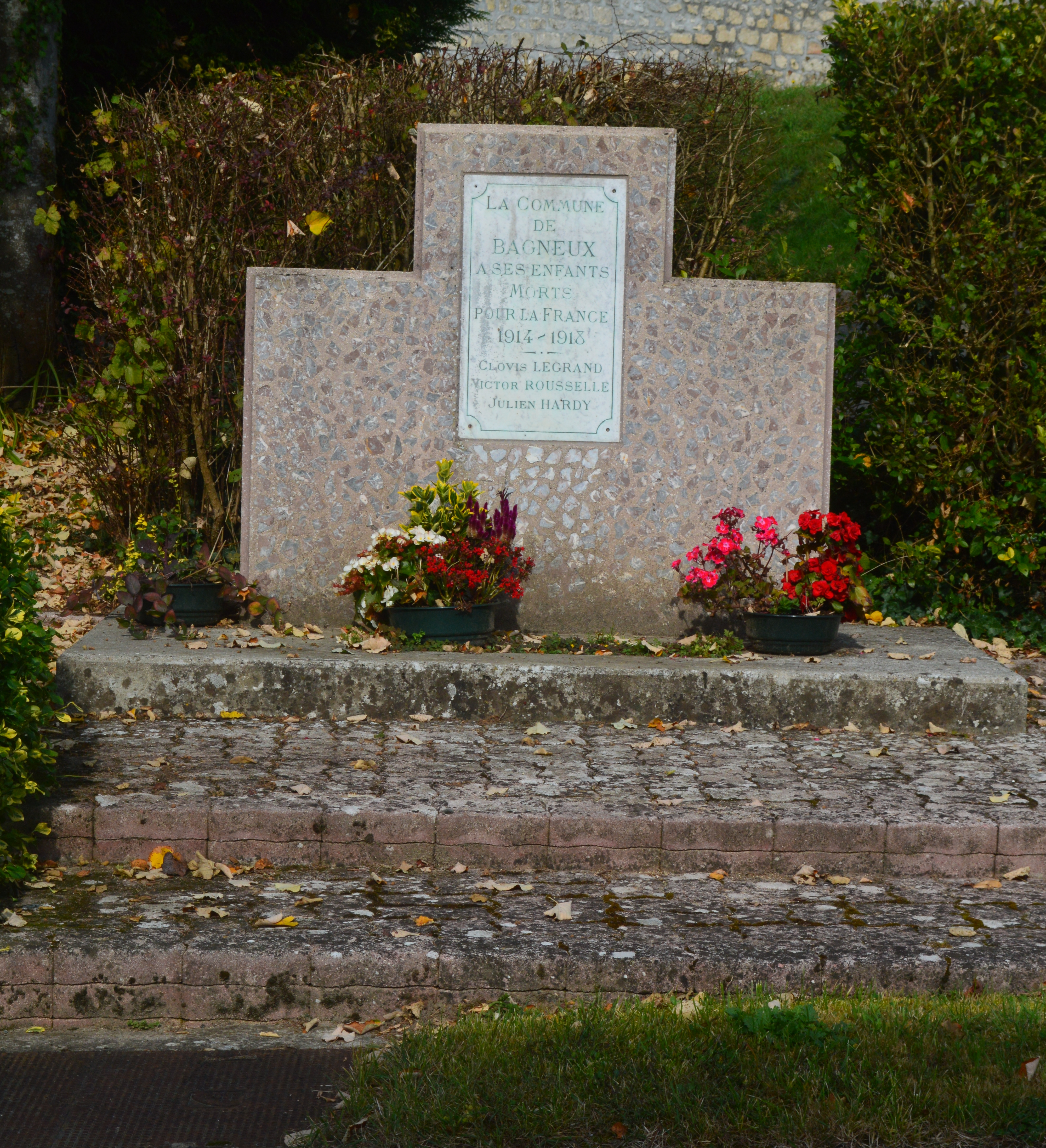
Monument aux morts.

### Manifestation culturelle
En 1991 est créée l'Association des Bagneux de France, regroupant les sept communes homonymes des Hauts-de-Seine, de l'Allier, de l'Indre, de la Marne, de la Meurthe-et-Moselle, de l'Aube et de l'Aisne, dont les maires et les représentants se réunissent annuellement dans l'une de ces sept communes.

### Personnalités liées à la commune
- André-Louis Cholesky, officier français, ingénieur topographe et géodésien.

## Pour approfondir